# بکت (فیلم ۱۹۶۴)
بکت (انگلیسی: Becket) فیلمی در ژانر زندگی‌نامه‌ای به کارگردانی پیتر گلنویل است که در سال ۱۹۶۴ منتشر شد.
این فیلم برنده جوایزی همچون جایزه اسکار بهترین فیلم‌نامه اقتباسی و جایزه گلدن گلوب بهترین فیلم درام در سال ۱۹۶۴ شده‌است.

## بازیگران
- ریچارد برتون در نقش توماس بکت
- پیتر اوتول در نقش هنری دوم انگلستان
- جان گیلگد در نقش لوئی هفتم فرانسه
- دونالد والفیت در نقش اسقف گیلبرت
- پاملا براون در نقش الینور آکیتن
- مارتیتا هانت در نقش امپراتریس ماتیلدا
- پائولو استوپا در نقش پاپ الکساندر سوم
- دیوید وستن در نقش برادر جان
- جک تیلور
- پیتر جفری در نقش بارون
- ماگدا کونوپکا
- ورونیک وندل